# Seronera

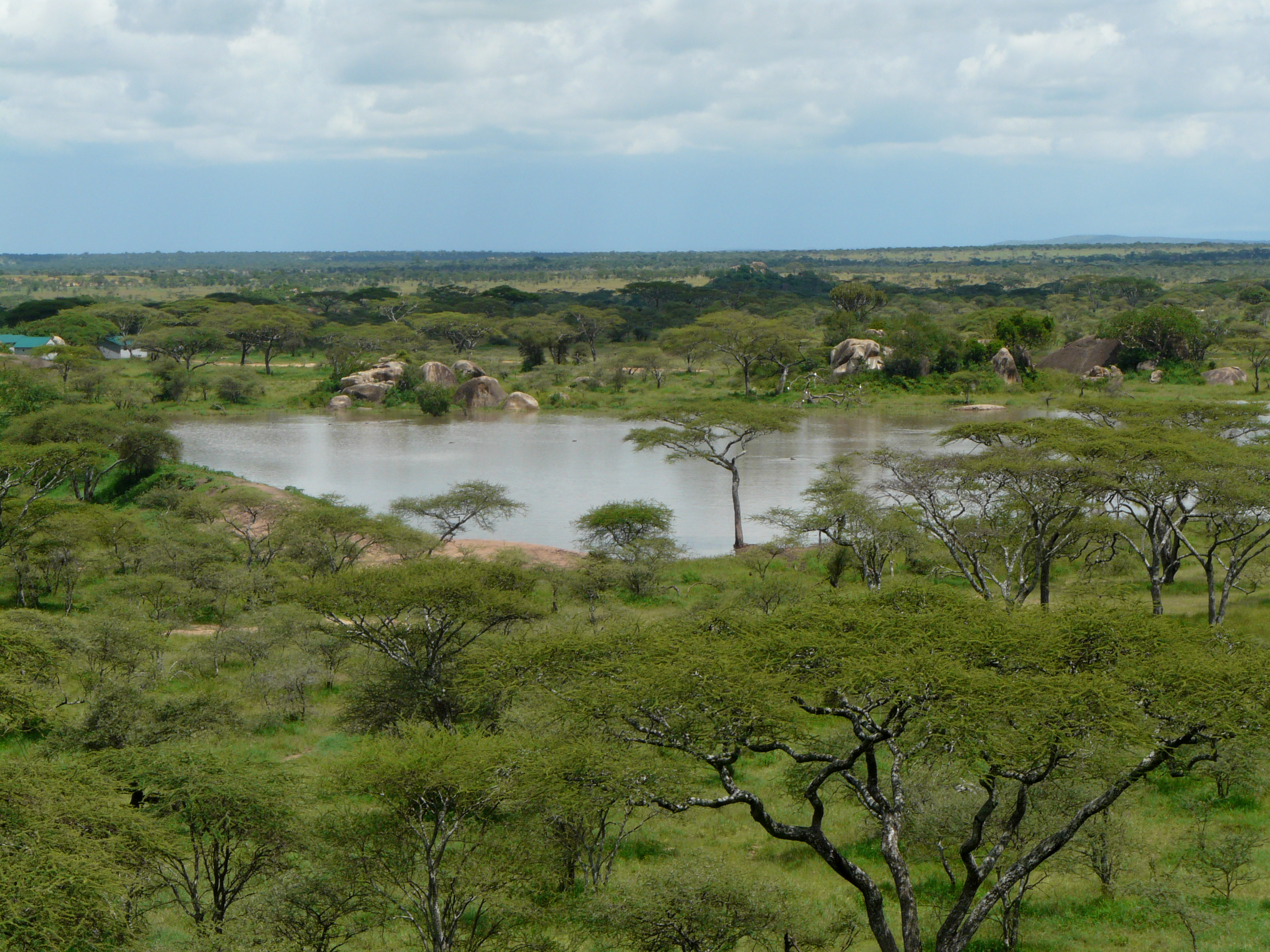
Seronera, Tanzania

Seronera es un pequeño  asentamiento en el parque nacional Serengeti, Tanzania. En sus adyacencias se encuentra una pequeña pista de aterrizaje.
Es el punto focal principal de un área más amplia, ya que es la sede del parque y tiene la casa de huéspedes más antigua del Serengeti.
Seronera sirve de punto de acceso a los visitantes y trabajadores que llegan por avión al parque nacional Serengeti, además permitiendo la evacuación de personas en caso de accidentes.

## Aerolíneas y destinos
En la pista aérea de Seronera (código IATA: SEU) operan las siguientes aerolíneas que conectan con diversos destinos. 
| Aerolíneas       | Destinos |
| ---------------- | --- |
| Air Excel        | Arusha, Manyara |
| Auric Air        | Arusha, Entebbe, Grumeti, Klein's Camp, Kogatende, Lobo, Manyara, Sasakwa |
| Coastal Aviation | Arusha, Dar es Salaam, Entebbe, Fort Ikoma, Grumeti, Kilimanjaro, Kogatende, Lobo, Manyara, Mwanza, Ndutu, Pangani (Mashado), Ruaha, Sasakwa, Selous (Lower), Selous (Upper), Tarime, Zanzíbar |
| Flightlink       | Arusha, Dar es Salaam, Kilimanjaro, Zanzíbar |
| Regional Air     | Arusha, Dar es Salaam, Grumeti, Kilimanjaro, Kogatende, Lobo, Manyara, Sasakwa, Zanzíbar |
| Safari Plus      | Arusha, Zanzíbar |